# Werner Visser
Werner Jakobus Visser (* 27. Februar 1998) ist ein südafrikanischer Leichtathlet, der sich auf den Diskuswurf spezialisiert hat und in dieser Disziplin 2022 Afrikameister wurde.

## Sportliche Laufbahn
Erste Erfahrungen bei internationalen Meisterschaften sammelte Werner Visser im Jahr 2015, als er bei den Jugendafrikameisterschaften in Réduit mit einer Weite von 64,88 m mit dem 1,5-kg-Diskus die Goldmedaille gewann. Anschließend siegte er mit 64,24 m bei den Jugendweltmeisterschaften in Cali und gewann auch bei den Commonwealth Youth Games in Apia mit 60,94 m die Goldmedaille. 2017 gewann er bei den Juniorenafrikameisterschaften in Tlemcen mit 58,70 m die Silbermedaille mit dem 1,75-kg-Diskus und im Jahr darauf gewann er bei den Afrikameisterschaften in Asaba mit 58,22 m die Silbermedaille hinter seinem Landsmann Victor Hogan. 2019 nahm er an der Sommer-Universiade in Neapel teil und belegte dort mit 57,97 m den zehnten Platz. 2022 siegte er dann bei den Afrikameisterschaften in Port Louis mit einem Wurf auf 61,80 m. Anschließend verpasste er bei den Weltmeisterschaften in Eugene mit 58,44 m den Finaleinzug.